# 4687 Brunsandrej
4687 Brunsandrej eller 1979 SJ11 är en asteroid i huvudbältet som upptäcktes den 24 september 1979 av den rysk-sovjetiske astronomen Nikolaj Tjernych vid Krims astrofysiska observatorium på Krim. Den har fått sitt namn efter Andrei V. Bruns.
Asteroiden har en diameter på ungefär 12 kilometer och den tillhör asteroidgruppen Hygiea.